# Kanzlerbungalow
Il Kanzlerbungalow è stato la residenza e luogo di ricevimento del Cancelliere federale tedesco dal 1964 al 1999. È stato costruito su progetto di Sep Ruf nel parco del Palazzo Schaumburg a Bonn, capitale della Germania Ovest dal 1949 al 1990.
Si tratta di uno dei più importanti esempi di architettura modernista tedesca del dopoguerra, testimone della storia contemporanea del paese; nel 2001 è stato dichiarato monumento storico ed è tappa del percorso storico "Weg der Demokratie" (Cammino della Democrazia).

## Storia
Come prima residenza ufficiale del Cancelliere federale nella nuova capitale Bonn fu scelto nel 1949 Palazzo Schaumburg, elegante villa con ampio parco lungo la riva sinistra del Reno, costruita in due fasi nella seconda metà dell'800. Alla fine del 1949 Adenauer decise di intervenire sull'edificio per adattarlo a Cancelleria federale e ricavare alcune stanze private affidando il progetto all'architetto Hans Schwippert, che insieme a Egon Eiermann, Günter Behnisch e lo stesso Sep Ruf fu autore dei progetti più notevoli nella Bonn di quegli anni. Il palazzo, pur lussuoso, risultò presto insufficiente per le esigenze di un governo di tale importanza; già all'inizio degli anni '50 venne ampliato con l'aggiunta di due nuovi semplici edifici e lo stesso sobrio Adenauer pensò ad una nuova residenza da costruire nel parco, mentre continuava a vivere nella sua casa di Rhöndorf.

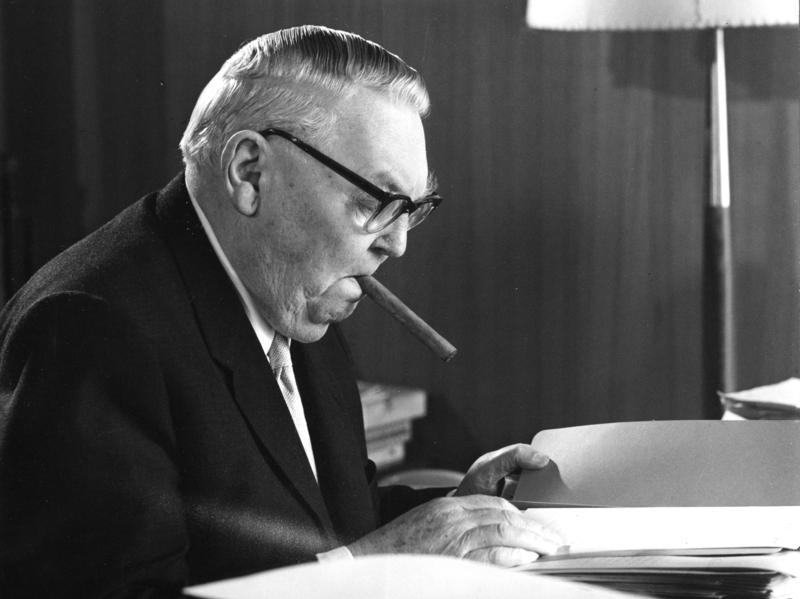
Ludwig Erhard

Nell'ottobre del 1963 l'ottantasettenne Adenauer lasciò Palazzo Schaumburg dopo 14 anni di governo, e gli subentrò il ministro dell'economia e suo vice Ludwig Erhard, che aveva guidato la ripresa economica tedesca nel periodo del Wirtschaftswunder (miracolo economico). Nonostante l'opposizione di Adenauer, il popolare ministro era stato scelto come suo successore dal partito già nell'aprile, in accordo con gli alleati di coalizione liberali del FDP. Questo consentì ad Erhard di progettare già durante l'estate la nuova residenza governativa che aveva in mente insieme a Sep Ruf, architetto anche della sua casa privata, e di poter iniziare così i lavori appena insediatosi.
I lavori sollevarono però critiche dall'opposizione e clamore mediatico per il costo di 2.6 milioni di marchi e per la prevista piscina. Qualcuno soprannominò il Kanzlerbungalow "Ludwigslust" ("delizia di Ludwig", nome del famoso castello del duca Cristiano Ludovico) e "Palais Schaumbad" ("Palazzo schiuma da bagno", assonante con Schaumburg). Adenauer, che amava molto la vicina Kanzler-Teehaus, padiglione sul Reno da lui stesso voluto che svolgeva parte delle funzioni che sarebbero state assunte dal nuovo edificio, disse che all'architetto del Kanzlerbungalow avrebbero dovuto dare almeno 10 anni di prigione. Altri iniziarono più tardi a preoccuparsi che la residenza ufficiale del Cancelliere tedesco sarebbe stata troppo anonima. In questo clima Erhard, uomo dagli ampi interessi e convinto sostenitore dell'architettura moderna, difese il progetto e dichiarò "mi conoscerete meglio osservando questa casa, piuttosto che ascoltando un mio discorso politico". Riuscì anche a ridurre i costi di mezzo milione di marchi. Il dibattito sull'architettura moderna e sulla rappresentazione dello Stato continuò comunque a lungo vivissimo come non avveniva in Germania dai tempi della costruzione del Palazzo del Reichstag. Queste controversie, spesso motivate politicamente, si abbatterono soprattutto sulle spalle di Sep Ruf, che fu coinvolto in campagne di diffamazione personale come nessun altro architetto tedesco. Il Werkbund e molti colleghi cercarono di difenderlo, Walter Rossow e Egon Eiermann in particolare si spesero contro la tendenza dei tedeschi a ridicolizzare l'architettura del proprio Paese, che all'estero veniva invece molto apprezzata. Le animosità che il Kanzlerbungalow aveva generato nella divisa società della Germania Ovest non erano tuttavia solo personali o politiche; avevano anche radici più profonde in un diffuso indefinito disagio causato dalla travolgente opera di modernizzazione e ricostruzione di intere città che aveva caratterizzato il dopoguerra, con la sua repressione della storia.

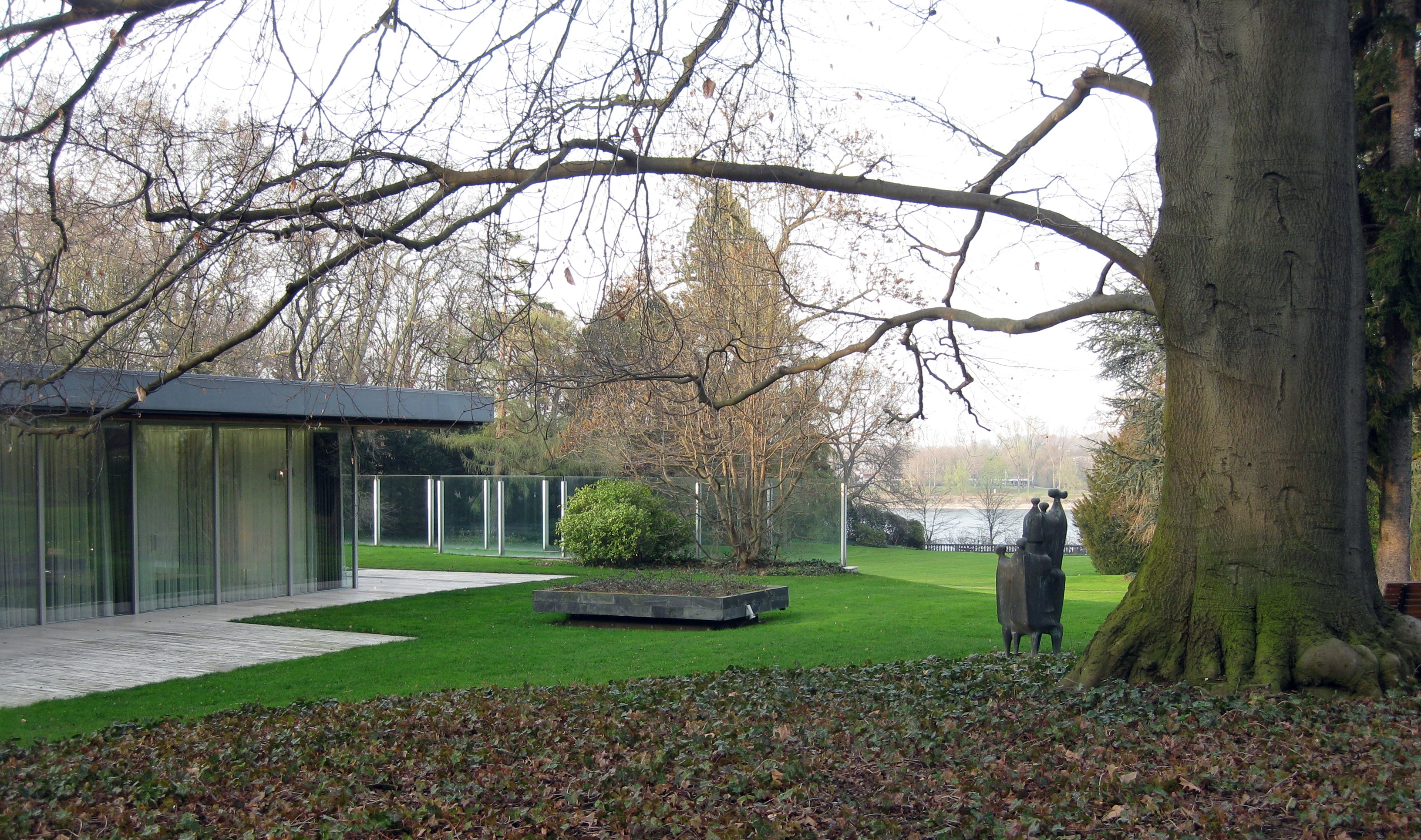
L'esterno del Kanzlerbungalow, con il vetro antiproiettile installato nel 1977 per difendere il Cancelliere e gli ospiti da attentati della RAF

Il 12 novembre 1964, appena un anno dopo l'inizio dei lavori, il ministro federale del Tesoro Werner Dollinger consegnò al cancelliere Erhard le chiavi del Kanzlerbungalow. Erhard vi visse però poco più di due anni, fino al 1º dicembre 1966, quando, pur avendo la CDU/CSU vinto le elezioni del 1965, fu sostituito da Kurt Georg Kiesinger alla formazione della Große Koalition con la SPD. L'immagine di politico più progressista di cui Kiesinger godeva nell'opinione pubblica tedesca non corrispondeva tuttavia ai suoi gusti personali: il nuovo Cancelliere si trasferì nel Kanzlerbungalow solo alcuni mesi dopo, terminati i lavori diretti da Herta-Maria Witzemann con cui fu eliminato un muro, ridipinti alcuni armadi e soprattutto sostituiti mobili, lampade e tappeti con altri di disegno più tradizionale che meglio si abbinassero agli oggetti d'antiquariato e alle opere d'arte possedute da Kiesinger. Nel 1969, suo ultimo anno al potere, Kiesinger iniziò la tradizione della festa estiva del cancelliere nel parco di Palazzo Schaumburg, cui nel 1970 il successore socialista Willy Brandt invitò anche i normali cittadini, aprendo per la prima volta al pubblico per una notte il Kanzlerbungalow. Brandt, politico più progressista di entrambi i predecessori, amava ancor meno di loro l'architettura moderna del Kanzlerbungalow, che usò solo come luogo di ricevimento, continuando ad abitare per la durata dei suoi due governi nella più tradizionale Kiefernweg 12, residenza ufficiale che aveva avuto da ministro degli esteri dal 1966 al 1969. Nel 1977, in pieno autunno tedesco, l'affaccio sul Reno fu protetto con l'installazione nel giardino di una parete di vetri antiproiettile, ancora presente a ricordare gli anni del terrorismo. La residenza dispone anche di un bunker di 400 mq che durante la guerra fredda era necessario per proteggere i leader della Germania Ovest.

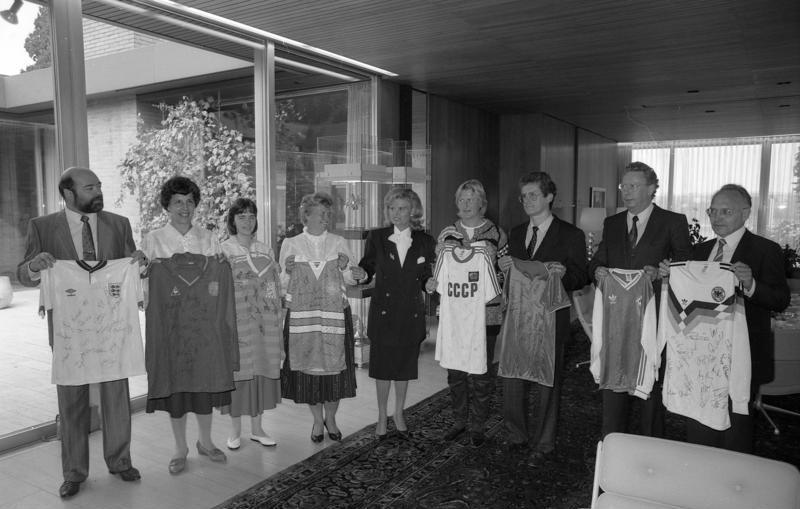
Hannelore Kohl all'interno del Kanzlerbungalow per un evento in occasione degli Europei 1988

L'architettura di Sep Ruf era invece molto apprezzata da Helmut Schmidt e sua moglie Loki, che risiedettero nel Kanzlerbungalow per 8 anni dal 1974 al 1982, restaurando gli arredi per riportarli all'aspetto originale. Esposero anche dipinti di Max Pechstein e Karl Schmidt-Rottluff nell'ala cerimoniale. Vi risiedette anche il grande cancelliere Helmut Kohl, che governò la Germania Ovest e poi la Germania riunificata per 16 anni dal Kanzlerbungalow di Bonn, sempre pagando come tutti i cancellieri al Governo federale l'affitto per l'uso della parte privata. Nel giugno 1989 Hemut Kohl e Michail Gorbačëv, durante una storica conversazione notturna nei giardini del Kanzlerbungalow, mossero i primi passi verso l'unificazione tedesca. Kohl e sua moglie Hannelore continuarono ad abitare nell'appartamento del Kanzlerbungalow anche per un anno dopo il termine del mandato, fino al 30 settembre 1999. Il suo successore socialista Gerhard Schröder, salito al potere nell'ottobre 1998, rinunciò infatti a trasferirsi nel parco di Palazzo Schaumburg visto l'imminente trasferimento della cancelleria a Berlino, dove all'interno della nuova sede era previsto un appartamento riservato al cancelliere.
Quando nel 1999 il Governo si è definitivamente trasferito a Berlino il Kanzlerbungalow ha perso molta dell'importanza che aveva avuto nei decenni precedenti. È usato come sede di eventi e concerti, e anche come studio di una trasmissione televisiva della Westdeutscher Rundfunk Köln. Nel 2014, alla XIV Biennale di architettura di Venezia, nel Padiglione tedesco il Kanzlerbungalow è stato al centro della riflessione sull’architettura della rappresentazione, e sul rapporto fra identità nazionale ed espressione architettonica. L'edificio, che dal 1999 ha perso la propria funzione e che per anni è stato percepito attraverso le immagini bidimensionali della stampa e della televisione, celato dalle recinzioni e dalla vegetazione, è stato fedelmente ricostruito da Alex Lehnerer e Savvas Ciriacidis all’interno del padiglione della Biennale, reso percorribile e dunque restituito alla sua natura di spazio.

## Descrizione

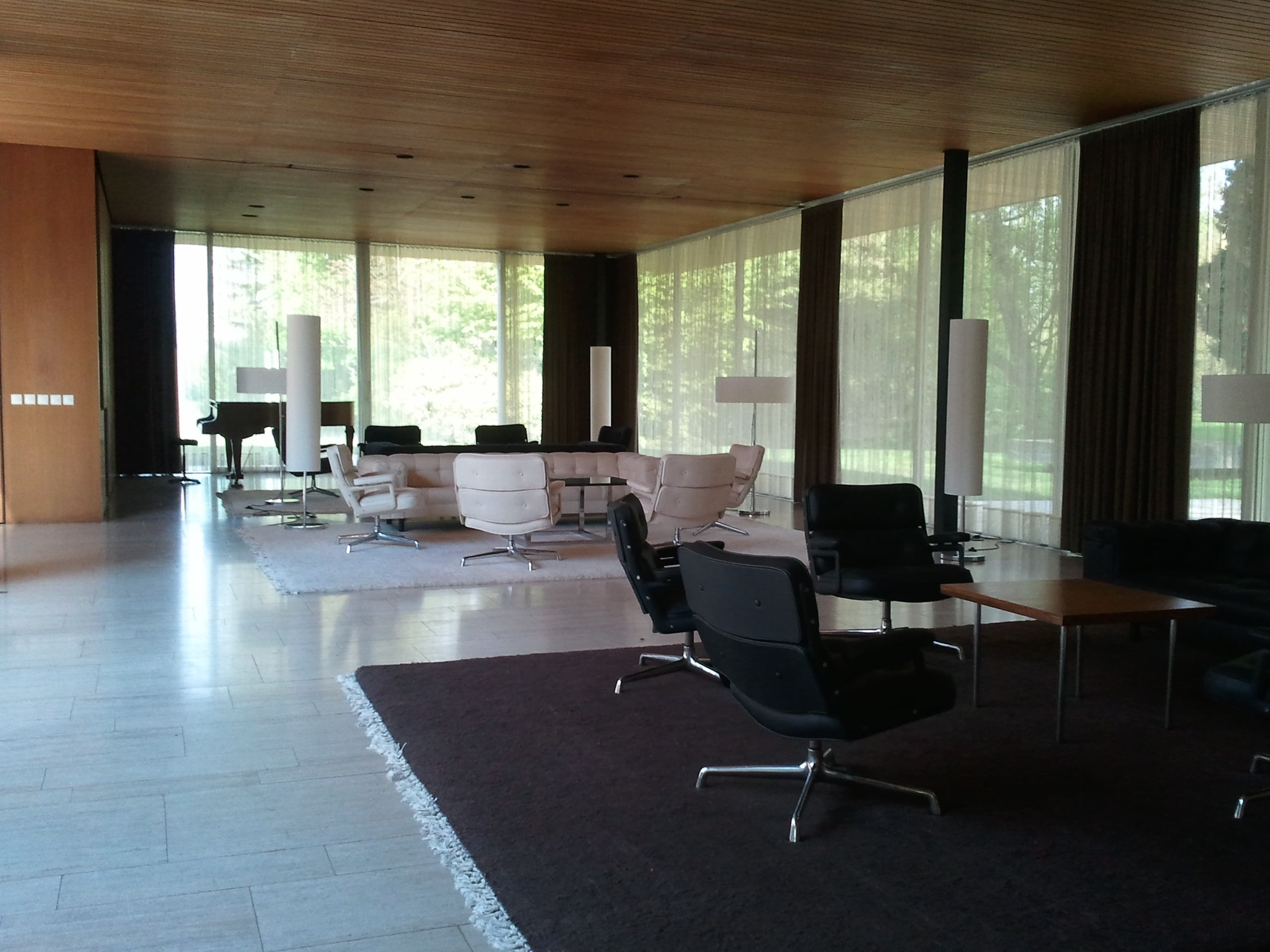
Sala di rappresentanza

Il Kanzlerbungalow doveva rappresentare lo Stato e servire come residenza privata, come avveniva già per Downing Street 10, la Casa Bianca, l'Eliseo o per il Quirinale, edifici però consolidati nel proprio ruolo nei decenni. Questa duplice funzione del nuovo edificio rese il compito di Sep Ruf particolarmente difficile. L'architetto bavarese pensò a due corpi diversi ma dalla forma molto simile, che si incontrano ad angolo retto. Quello di rappresentanza, più grande, ha una pianta quadrata di lato 24 metri, l'altro di 20 metri, con soffitto più basso. Entrambi hanno all'interno un atrio quadrato di 8 metri, quello privato con una piccola piscina di 6 per 3 metri, quello pubblico destinato ad accogliere numerosi ospiti solo con un camino dal disegno funzionale ed elegante, identico a quello presente all'interno dall'altra parte della parete vetrata. L'ala più grande dispone di un'ampia sala di rappresentanza, di uno studio, di una grande sala da pranzo, della cucina e di una più piccola sala da pranzo famigliare da cui si accede alla zona privata dove si trovano due camere da letto, ognuna con spogliatoio, studio e bagno. Alcune pareti sono scorrevoli e rimuovibili per consentire diverse configurazioni agli ambienti. Sono presenti inoltre due camere per gli ospiti, un salotto privato e tre camere per la servitù con un angolo cottura. La struttura in acciaio, con sottili colonne che sorreggono il tetto piano, conferisce grande leggerezza all'edificio. I materiali sono semplici e di grande qualità: per mobili e boiserie palissandro, per i soffitti pino brasiliano, per i pavimenti l'architetto ha scelto travertino romano, lo stesso sia all'interno che all'esterno per enfatizzare la connessione con il parco e il Reno, per creare il luogo di pace e contemplazione desiderato da Erhard.